# Набатејски језик
Набатејски језик је био западноарамејски дијалекат и језик Набатејаца из Негева, са источне обале Јордана и Синајског полуострва.
Током исламског златног доба неки арапски историчари су приписивали термин другим источноарамејским језицима у вавилонској алувијалној равници Ирака и Сиријске пустиње. Ове области су арабизоване током халифата, а неке и прије њега.

## Поријекло
Са пропашћу Ахеменидског царста, арамејски језик је изгубио на важности као лингва франка Блиског истока. На важности је добио грчки језик. Некедашња обједињена писана култура се распала на локалне школе и стари дијалекти су добили на важности као писани језици. Набатејски језик је настао као посљедица тих догађаја. Натписи на језику Набатејаца показује локални развој арамејског језика. С обзиром да је становништво Набатејског царства већином говорила сјеверноарапкси дијалект, набатејски језик се може сматрати надасве писаним језиком.

## Лингвистичка класификација
Нбатејски језик је један од изданака империјалног арамејскиг. Са порашћу досељавања арапских номадских племена, набатејски језик је добио на важности у Арабији. Од исламског доба, арапски утицај постаје огроман, на тај начин се може рећи да је набатејски језик био пријелаз из арамејског у арапски језик.

## Докази
Писани докази набатејског језика могу се наћи у Петра, Буси и Херги и мали број доказа на Синајском полуострву. Постоји пар набатејских текстова у Кумрану.

## Писмо
Набатејско рукопис је карактеристичан веома посебним курзивним стилом. Набатејско писмо је настало од арамејског писма. Посло је претеча арапског писма, које је настало од курзивне варијанте набатејског писма у 5. вијеку.